# Eublemma quinarioides
Eublemma quinarioides là một loài bướm đêm trong họ Erebidae.